# Heiner Lauterbach
Heiner Lauterbach, född 16 april 1953 i Köln, Nordrhein-Westfalen, är en tysk skådespelare.

## Roller (urval)
- 1978, 1981 – Den gamle deckarräven (TV-serie)
- 1978, 1993 – Derrick (TV-serie)
- 1985 – Karlar
- 1986, 1997 – Tatort (TV-serie)
- 1997 – Rossini
- 1999 – Schlaraffenland
- 2001 – Tidningskungen (TV-film)
- 2006 – Dresden (TV-film)
- 2015–2018 – Tannbach – ett krigsöde (TV-serie)
- 2023 – Tyska huset (TV-serie)